# Eugeni Jofra i Bafalluy
Eugeni Jofra i Bafalluy, connu sous le nom d'Eugenio, né à Barcelone le 11 octobre 1941 et mort dans cette même ville le 11 mars de 2001, est un comédien espagnol.

## Biographie
Né peu après la guerre d'Espagne, en 1941, dans la Barcelone de la dictature franquiste, il devient jeune bijoutier.
Il épouse la chanteuse Conchita Alcaide en 1967. 
Symbole artistique et populaire des années de la Transition démocratique, il est célèbre pour ses apparitions à la télévision durant les décennies 1980 et 1990.

## Postérité
En 2023, un biopic réalisé par David Trueba lui est consacré. L'acteur David Verdaguer joue son rôle.